# Elite Dangerous
Elite Dangerous је симулатор лета у свемиру који прави и објављује Frontier Developments. Пилотирајући свемирским бродом, играч истражује Млечни Пут са потпуном слободом и нелинеарним циљевима. Ова игра је прва у серијалу која ради на MMO принципу. Elite Dangerous је четврта видео игра у серијалу Elite и директан је наставак на игру Frontier: First Encounters, која је изашла 1995. године.
Frontier Developments није успео да на време набави финансирање за овај пројекат, па су у новембру 2012. године објавили Kickstarter кампању. Тест верзије игре су постојале и биле су доступне свим донаторима, а завршена игра је избачена за Microsoft Windows у децембру 2014. године. МacOS верзија је изашла мало касније, у мају 2015. године. Избачена је и верзија за „преглед” за Xbox One преко Xbox Game Preview програма у јуну 2015. године, а потпуна игра је изашла у октобру 2015. године. Верзија за PlayStation 4 је изашла 27. јуна 2017. године. Elite Dangerous подржава и све уређаје за виртуелну реалност.

## Дизајн игре
Elite Dangerous задржава исту основну тему као и претходне игре у серијалу. Играчи почињу њихову авантуру са свемирским бродом и малом количином новца и са слободом учествују у разним активностима како би зарадили новац и репутацију. Неке од ових активности су трговање, рударство, истраживање универзума, превоз путника, лов на главе и пиратерија.
Ова игра је прва у серијалу која има мултиплејер могућности, али је могуће играти и у сингл-плејер режиму (свеједно захтева везу са интернетом).
Паре које играч заради током играња, може потрошити на куповину додатака за брод или на куповину потпуно новог брода. Играчи могу модификовати своје бродове по жељи мењањем разних модула (мотора, оружја, скенера итд.). Постоји и Аrx, друга валута у игри коју играчи могу користити за куповину визуелних модификација за бродове.
У виртуелној галаксији, играчи могу истражити око 400 милијарди соларних система. Сви ови системи имају планете и сателите са реалистичним орбитама, а самим тим имају и реалистичне циклусе између дана и ноћи. Око 150.000 система је направљено уз помоћ стварних астрономских података, али постоје и измишљени системи који су пренети из претходних игара у серијалу. Сви остали соларни системи су генерисани користећи научне моделе и процедурално генерисање. Играчи могу ући у разне свемирске станице и у њима продавати и куповати робу, куповати нове бродове, напунити муницију, поправити било каква оштећења и радити мисије.

## Развој игре
Развој игре је започет 2012. године. Frontier је користио сопствени COBRA енџин и развој је у то време био споредна активност за студио, све до почетка Kickstarter кампање.
14. новембра 2014. године, Дејвид Брејбен је најавио да ће офлајн, сингл-плејер режим бити уклоњен, зато што се студио сложио да неће моћи да достави прихватљиво искуство. Windows верзија је изашла 16. децембра 2014. године.
4. марта 2015. године. Microsoft је најавио да ће Elite Dangerous изаћи и на Xbox One конзоли, и да ће бити доступан преко Game Preview програма. 2. априла 2015. године, игрица је постала доступна на Steam-у са могућношћу унакрсне куповине између Windows и macOS верзије која је изашла у мају 2015. Верзија за PlayStation 4 је изашла 27. јуна 2017. године. Подршка за macOS оперативни систем је била отказана 12. децембра 2018. године, са изласком 3.3 верзије игре.
Дејвид Брејбен је најавио да ће се у неком тренутку појавити таргоиди (енгл. Thargoids), ванземаљци налик инектима из оригиналних игара. Мисије које су се односиле на прастаре артифакте, додате у мају 2015. године, су створиле велики број спекулација о додавању таргоида. 5. јануара 2017. године је забележен први могући сусрет играча са њима. Количина сусрета је ескалирала и евентуално је откривено да је су таргоиди били у питању. Први сусрети су били ненасилни, али је дошло до неколико напада на разне свемирске станице од стране ванземаљске врсте, што је довело до настанка смртоноснијих оружја за одбрану против таргоида.
25. октобра 2016. године су додати чувари (енгл. Guardians), изумрла раса ванземаљаца. Играчи могу истраживати рушевине које је ова раса оставила и набавити податке и материјале за откључавање посебних технологија које су мешавина људске и чуварске технологије.
Носачи флоте су додати 9. јуна 2020. године. Овај додатак је омогућио играчима да поседују мобилне и приватне свемирске станице. Носачи су невероватно скупи, делом због иницијалне цене, делом због трошкова одржавања.

### Horizons експанзије
Horizons, прва „сезона” експанзија за Elite Dangerous, је најављена 5. августа 2015. године на Gamescom фестивалу. Експанзија је ушла у „бета” фазу тестирања 30. новембра 2015. године, а пуна верзија је за личне рачунаре избачена 15. децембра 2015. године, па 3. јуна 2016. године за Xbox One. Експазија је постала бесплатна 27. октобра 2020. године, а пре тога се куповала одвојено од основне игрице.
Horizons је додао могућност слетања на планете, возила, базе, могућност синтезе разних материјала, могућност лансирања борилачких бродова, мисије за превоз путника, могућност креирања аватара и могућност лета са другим играчима у истом броду. У почетку су играчи могли да слете само на процедурално генерисане планете без атмосфере. Као помоћ у истраживању планета, играчи могу користити SRV, тј. возило за извиђање површине (енгл. Surface Reconnaissance Vehicle). Ово возило је опремљено оружјима, скенером и алатом за хаковање.
Horizons је избачен у пет делова и започет је са слетањима на планете. Други део, додат у мају 2016. године, је додао бољи систем за прикупљање и прављење материјала. Трећи део је у октобру исте године додао мисије за превоз путника и могућност лансирања борилачких бродова из главног брода, а 11. априла 2017. године је изашао четврти део који је додао могућност сарадње више играча у истом броду. Четврти део је додао и систем за креирање аватара играча и још неколико додатака. Пети део је избачен 26. септембра исте године, и проширио је мисије и причу везану за таргоиде.

### Beyond експанзије
Beyond је серијал додатака додатих после Horizons експанзије. Овај серијал је побољшао неке од основних система и додао боље трговинске податке, мисије које могу радити више играча заједно, нове свемирске бродове, боље интеракције са „мега” бродовима и потпуну прераду система за рударење. Додат је и брокер за технологију и побољшани су системи за генерисање планета. „Бета” верзија је отворена свима 25. јануара 2018. године, а прво поглавље је изашло 27. фебруара исте године. Изашла су још три поглавља 2018. године, а четврто поглавље је 11. децембра додало режим „ноћног вида” и надограђен систем за истраживање универзума.

### Odyssey експанзијa
Odyssey је најављен 3. јуна 2020. године преко видео трејлера и објаве на форумима. Развој ове експанзије је започет пуном паром за време лета 2018. године и већина развојног тима је пребачена да ради на овом пројекту. Планирано је да експанзија изађе у децембру 2020. године, али је због Ковид-19 пандемије одложена за 19. мај 2021. године.
Ова експанзија дозвољава играчима да истражују планете и да раде одређене мисије пешице, тј. без помоћи брода или возила. Додата су и насеља на планетама, која играчи могу посетити, саботирати, пљачкати и истраживати, а могу и радити мисије за њих или трговати с њима. Ова експанзија је додала и интеријере станица и неколико типова планета са атмосферама. Систем за генерисање планета је поново побољшан, а унапређен је и целокупан систем за осветљење.